# Stas Misseschnikow

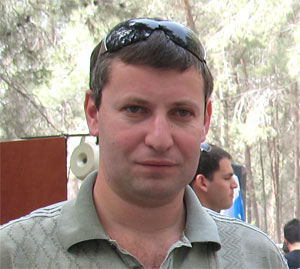
Stas Misseschnikow, 2009

Stas Misseschnikow (hebräisch סְטַס מִיסֶזְ'נִיקוֹב; russisch Стас Мисежников; geboren 28. Februar 1969 in Moskau) ist ein israelischer Politiker, der als Abgeordneter von Jisra'el bejtejnu Tourismusminister vom 31. März 2009 bis zum 5. Februar 2013 war.

## Leben
Am 7. September 1982 wanderte er nach Israel ein. 1992 erwarb er einen BA in Sozial- und Politikwissenschaften an der Universität Tel Aviv. Acht Jahre später erwarb er einen MA in Betriebswirtschaft und Marketing an derselben Universität. Von 1997 bis 1999 war er parlamentarischer Helfer in der Knesset, und dann von 1999 bis 2006 im Management der israelischen Krankenkasse Klalit beschäftigt.
Von 2003 bis 2006 war er Stadtrat von Rischon LeZion. Für die Wahl 2006 stand er auf Platz sechs der Wahlliste von Jisra'el bejtejnu; als die Partei 11 Sitze erhielt, wurde er Knessetabgeordneter. Er wurde bei den Wahlen 2009 wiedergewählt, wobei er auf Platz drei der Wahlliste stand. Anschließend wurde er zum Tourismusminister ernannt.
Die israelische Botschaft in Madrid beschrieb seinen Besuch in Spanien als unprofessionell. So hätte Misseschnikow angeblich ein diplomatisches Arbeitsessen in der Botschaft für eine private Feier abgesagt. Er gab vor, an einer Holocaustgedenkfeier teilgenommen zu haben.
Im Oktober 2010 meinte er, dass die OECD die Stadt Jerusalem als Hauptstadt von Israel anerkannt habe. So hatte zuvor ein Treffen der OECD in Jerusalem stattgefunden. Daraufhin wurde er beschuldigt, die OECD für seine politischen Ansichten zu missbrauchen. Daraufhin wurde er als "diplomatischer Neophyt" beschrieben.
Nach dem Anschlag am Flughafen Burgas 2012 reiste Misseschnikow nach Bulgarien, um die Tourismusverbindungen mit Israel aufrechtzuerhalten. Er traf sich dabei mit Bojko Borissow und Rossen Plewneliew.
Einem Bericht im Channel 2 in Israel zufolge haben Bodyguards vom Privatleben des Ministers berichtet. So sei er regelmäßig ausgegangen, um sich zu betrinken und Stripclubs zu besuchen. Sein Nachtleben sei schuld daran gewesen, dass er an einem kurzfristig organisierten Krisentreffen bzgl. der Freilassung von Gilad Schalit nicht habe teilnehmen können. Misseschnikow habe die Behauptungen bestritten. Demnach habe er an einem Untersuchungsausschuss teilgenommen, der Unregelmäßigkeiten im Öffentlichen Dienst klären sollte.
Vom 17. Dezember 2017 bis zum 9. September 2018 war er im Hermon-Gefängnis in Galiläa in Haft. Er hatte wegen Dienstvergehen eine Haftstrafe von 15 Monaten erhalten, weil er im Jahr 2010 als Tourismusminister ein Festival in Eilat förderte und zugleich seine Freundin als Organisatorin empfahl. Bei dem Gerichtsprozess im Oktober 2017 gestand er, dass in ein Interessenkonflikt vorlag.